# 索罗卡 (捷尔诺波尔州)
49°13′9″N 26°0′49″E / 49.21917°N 26.01361°E
索羅卡（烏克蘭語：Сорока）是位於烏克蘭西部捷尔诺波尔州裏喬爾特基夫區的村莊，處於吉尼拉河畔，距離波斯托利夫卡6公里，始建於1659年，面積1.72平方公里，海拔高度310米，2001年人口836。